# Індо-гаянці
Індо-гаянці — гаянці індійського походження, предки яких походять з Індії та індійського субконтиненту в цілому. Вони походять від підневільних договірних робітників та поселенців, що мігрували з Індії починаючи з 1838 року, та продовжували прибувати до Гаяни протягом подальшого панування британців в Індії.
Абсолютна більшість таких робітників прибула до Гаяни із регіонів Бходжпур та Ауд, що знаходяться у нинішніх штатах Уттар-Прадеш, Біхар та Джхаркханд. Значна меншість також походить з південної Індії. Деякі робітники походили з інших регіонів південної Азії. Абсолютна більшість договірних робітників з Індії прибула у країну протягом XIX століття через політичні заворушення, наслідки повстання сипаїв у 1857 році, та голод. У Гаяну з Індії прибували й представники вищих соціальних класів: торговці, землевласники та фермери, які покидали Індію з подібних причин.
Згідно з офіційним переписом, індо-гаянці — найбільша етнічна група Гаяни, у 2012 році вони складали приблизно 40% населення. Велика індо-гаянська діаспора також існує у таких країнах, як Сполучені Штати Америки, Канада, Велика Британія.